# D blokk

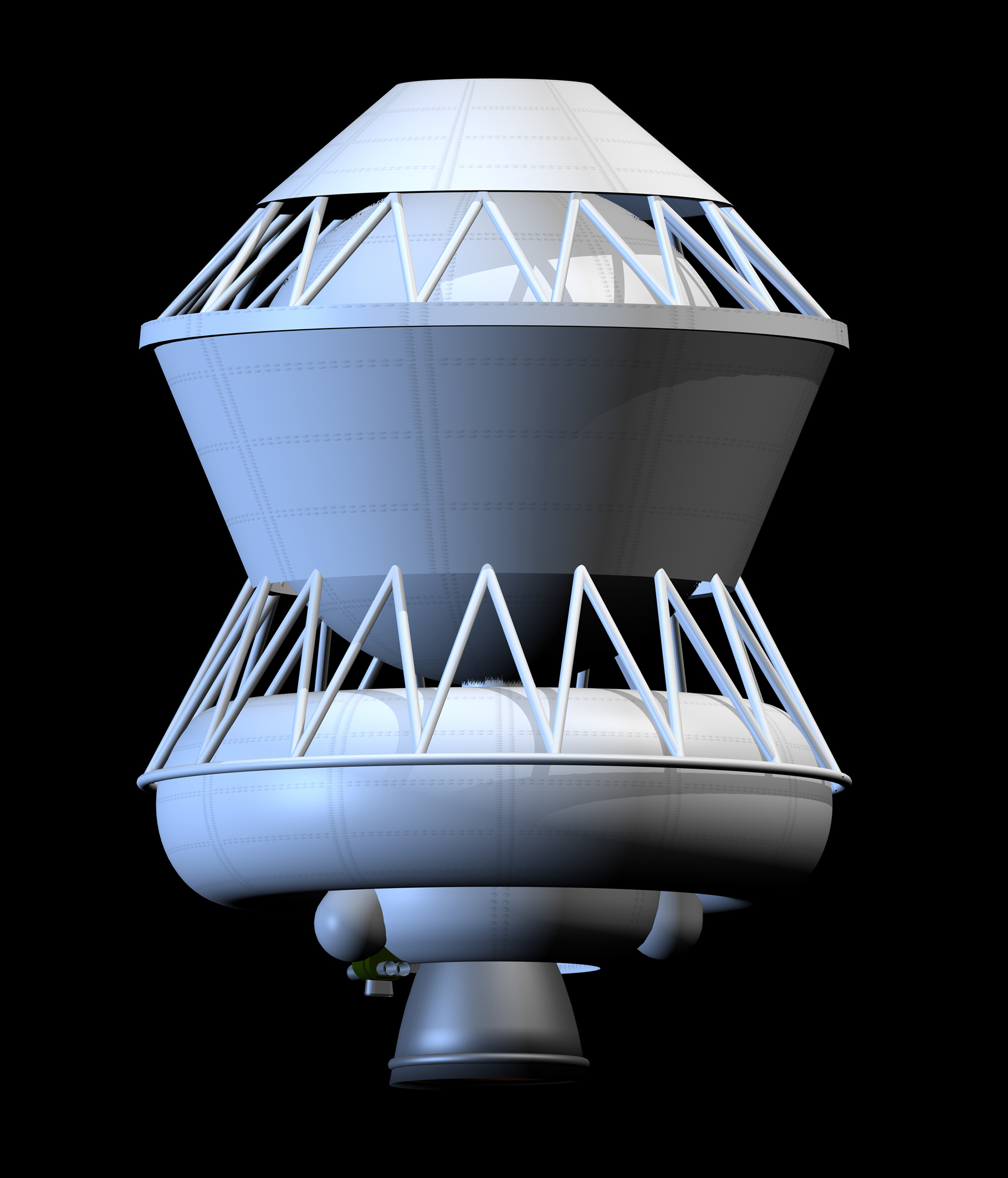
A D blokk grafikus ábrázolása

A D blokk szovjet, majd orosz rakétavégfokozat-család, melynek tagjait korábban az N1 és a Proton–K hordozórakétáknál alkalmaztak, napjainkban pedig a Zenyit–3SL hordozórakétáknál használják űrszondák és geostacionárius pályájú műholdak indítására.

## Története
Eredetileg az OKB–1 tervezőiroda N1 holdrakétájának ötödik fokozataként fejlesztették ki. Innen ered az elnevezése is, a cirill ábécé szerint a fokozatokat A, B, V, G és D betűvel jelölték, az ötödik fokozat így kapta a D jelölést. Az N1-L3 rakétarendszerben az L3 holdrakéta gyorsítófokozataként ez a blokk volt felelős az LK holdkomp és a Szojuz 7K–LOK űrhajó együttesének Hold körüli pályára állításáért, az LK holdkompnak a Hold körül pályáról a leszálló pályára történő átmenetéért, valamint a Hold körüli pályán a pályakorrekciókért. Az egységet hétnapos élettartamra és hétszeri hajtóműindításra méretezték.
A D blokkra eredetileg két tervet dolgoztak ki. Az egyiket az OKB–1 készítette el, melynél kerozin és folyékony oxigén volt a hajtóanyag. A másik változatot a Juzsnoje tervezőiroda dolgozta ki, ennél aszimmetrikus dimetil-hidrazint és dinitrogén-trioxidot alkalmaztak volna hajtóanyagként. A két rendszer összehasonlítása és energetikai elemzésének eredményei, valamint a veszélyes dimetil-hidrazin hajtóanyag nehézkes kezelhetősége miatt az OKB–1 tervezetét fogadták el.
Az N1 fejlesztésének késése miatt a Holdra szállás helyett a szovjet vezetés mint alternatív holdprogramot a Hold megkerülését helyezte előtérbe. Ehhez a Szojuz 7K–L1 űrhajó hordozóeszközül az UR–500-as hordozórakéta háromfokozatú változatát, a Proton–K (UR–500K) hordozórakétát választották, melyet az űrhajó  megfelelő sebességének biztosítása érdekében egy negyedik fokozattal, a D blokkal is elláttak.
A D végfokozattal felszerelt Proton–K hordozórakétával 1967. március 10-én indították először a Szojuz 7K–L1 űrhajót Koszmosz–146 jelzéssel. Összesen 15 7K–L1 típusú űrhajó készült. A személyzet nélkül végrehajtott indítások közül csak mindössze 5 volt részben vagy egészében sikeres.